# San Cosme y Damián

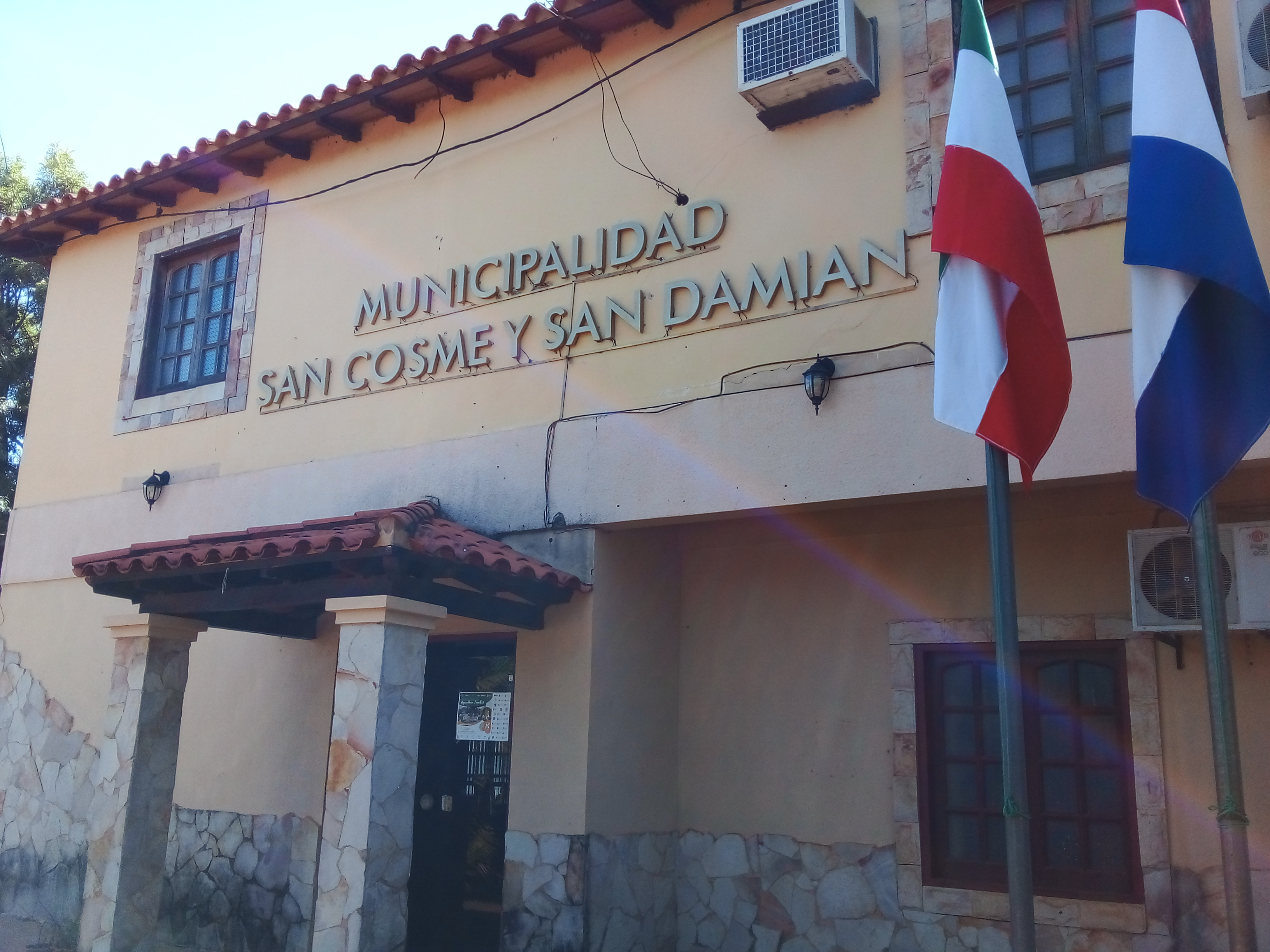
Municipalidad de San Cosme y Damián.

San Cosme y Damián es un distrito paraguayo ubicado al sur del departamento de Itapúa.

## Toponimia
Los Jesuitas denominaron al lugar con el nombre de «San Cosme y Damián» en homenaje a un milagro que reciben por parte de los dos hermanos gemelos, que fueron médicos y boticarios, martirizados siglo atrás, en Sicilia (actual territorio de Italia).

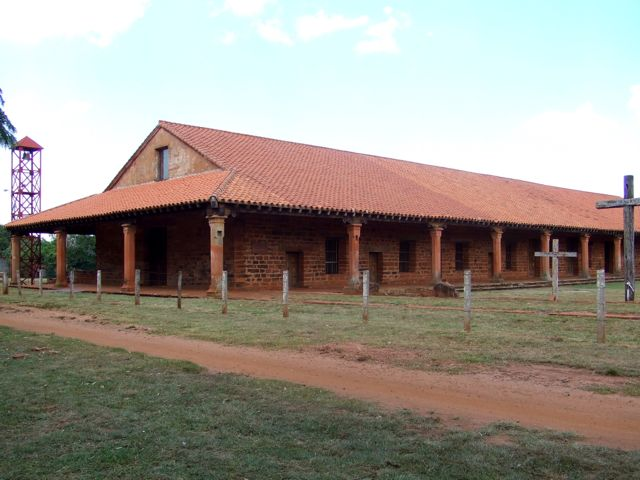
Iglesia de la Reducción.

## Historia

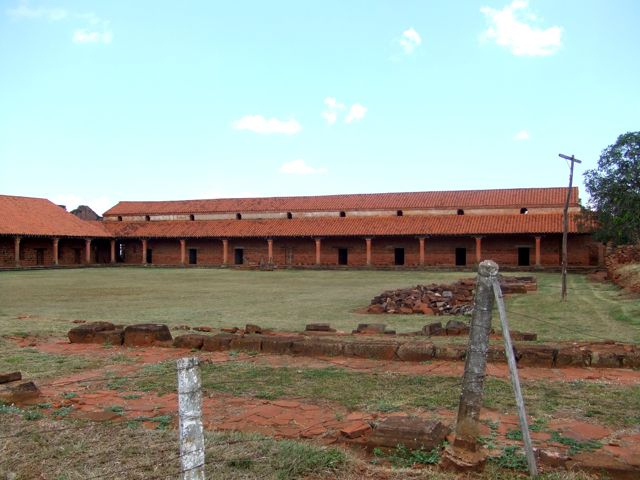
Restos del Colegio de la Reducción.

La Misión Jesuítica Guaraní de San Cosme y San Damián fue fundada el 25 de enero en 1632 por el S.J. (sacerdote jesuita) Adriano Formoso, el nombre actual del distrito es «San Cosme y San Damián». Esta misión jesuítica guaraní quizás sea de la que más cambios sufrió, sus habitantes tuvieron que trasladarse cuatro veces, hasta que en el año 1718 se ubica definitivamente al norte del Paraná, donde se encuentra actualmente.

La misma se halla situada en una serie de colinas que bordean el río frente a la isla Yacyretá (actualmente desaparecidas isla Yacyretá, vestigio de estas islas es la isla Yvyku'i o las Dunas). La represa hidroeléctrica proyectada en este lugar por los gobiernos de Paraguay y Argentina, exigió la construcción y pavimentación de una carretera para satisfacer las necesidades de un tránsito creciente, facilitando el traslado sin dificultad a cualquier punto del país.
La Misión Jesuítica Guaraní de San Cosme y San Damián en otro tiempo fue muy conocida, incluso en Europa. La razón fue que en el año 1703 llegó el padre Buenaventura Suárez, natural de la ciudad de Santa Fe (actual territorio de Argentina), que trabajó durante la segunda y tercera etapa. Este S.J. (sacerdote jesuita) inició trabajos y estudios sobre astronomía, y ayudado por los indígenas construyó un telescopio, cuadrante astronómico y un reloj solar que, aunque rudimentarios, eran exactos en su funcionamiento. Con ellos se realizaron trabajos de investigación que dieron a conocer, y causaron asombro en universidades europeas.
Su obra principal fue «El Lunario del Siglo», a través del cual se podían conocer los fenómenos astrales a suceder con varios años de anticipación. También merecen destacarse sacerdotes alemanes que tuvieron gran influencia en el desarrollo de «San Cosme y Damián», en 1742 llega el padre Adolfo Scal, varios años después lo hace el padre Johan Gilde, en 1751 pudieron dar la bienvenida al padre Unger, y años después al padre Taddaeus Enis. Este último se distinguió como líder de los indios en sus batallas contra los portugueses, y los últimos años que vivió en Paraguay los pasó enseñando agricultura.

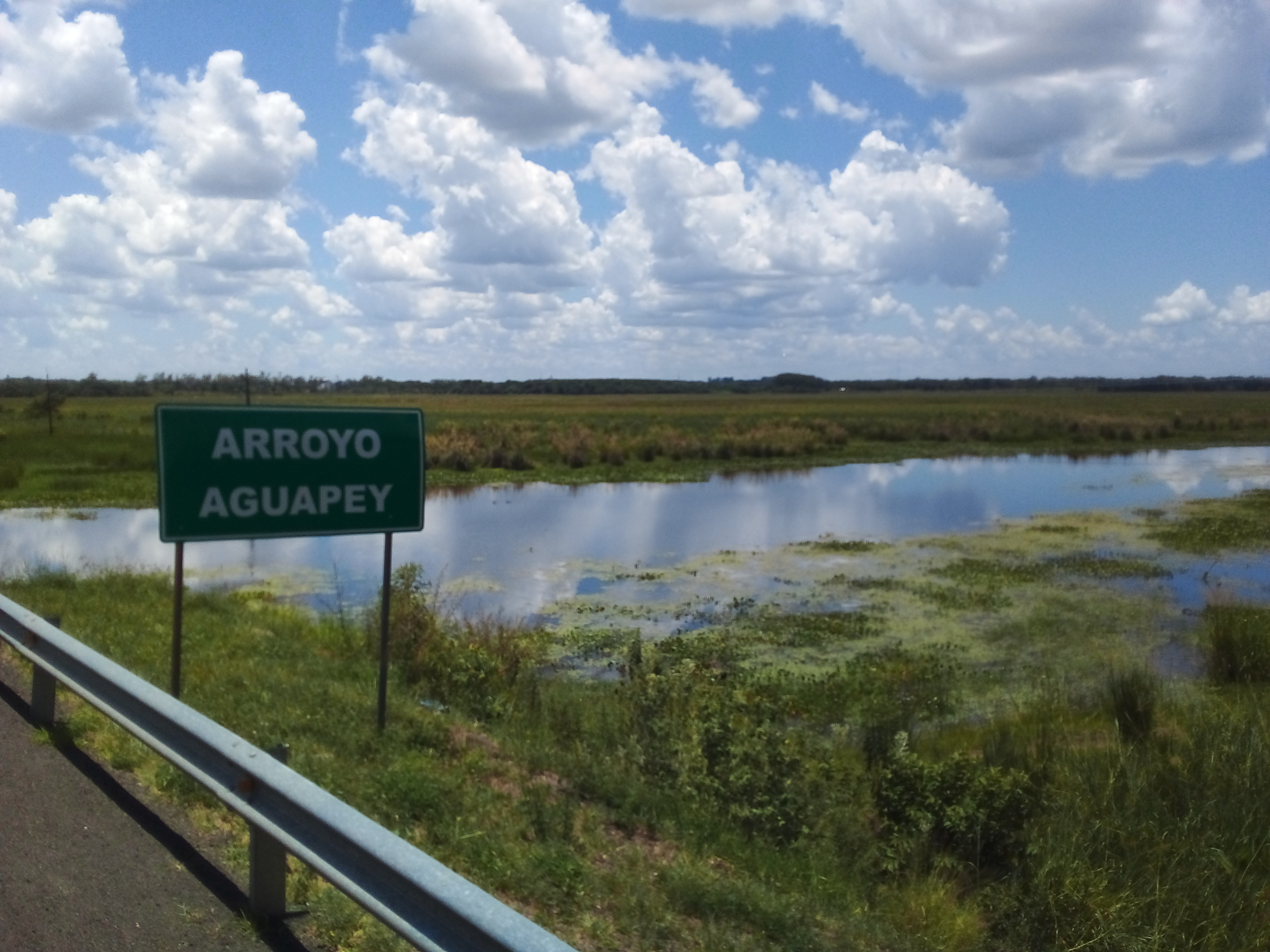
Arroyo Aguapey, uno de los cursos de agua que atraviesa el municipio de San Cosme y Damián.

## Geografía
Limita al norte con Coronel Bogado y General Delgado; al sur con la Argentina, que lo separa del Río Paraná; al este con Coronel Bogado; y al oeste con el Departamento de Misiones. Cuenta con las siguientes localidades: Tambura, Lomas Valentinas, San Lorenzo (Colonia Voluntad), Cambyretá, Tiburcio Bogado, Pirity, Ñua'u, Potrero Yvate, Potrero Ferreira, San Mauricio, Atinguy y la Isla Yacyreta.

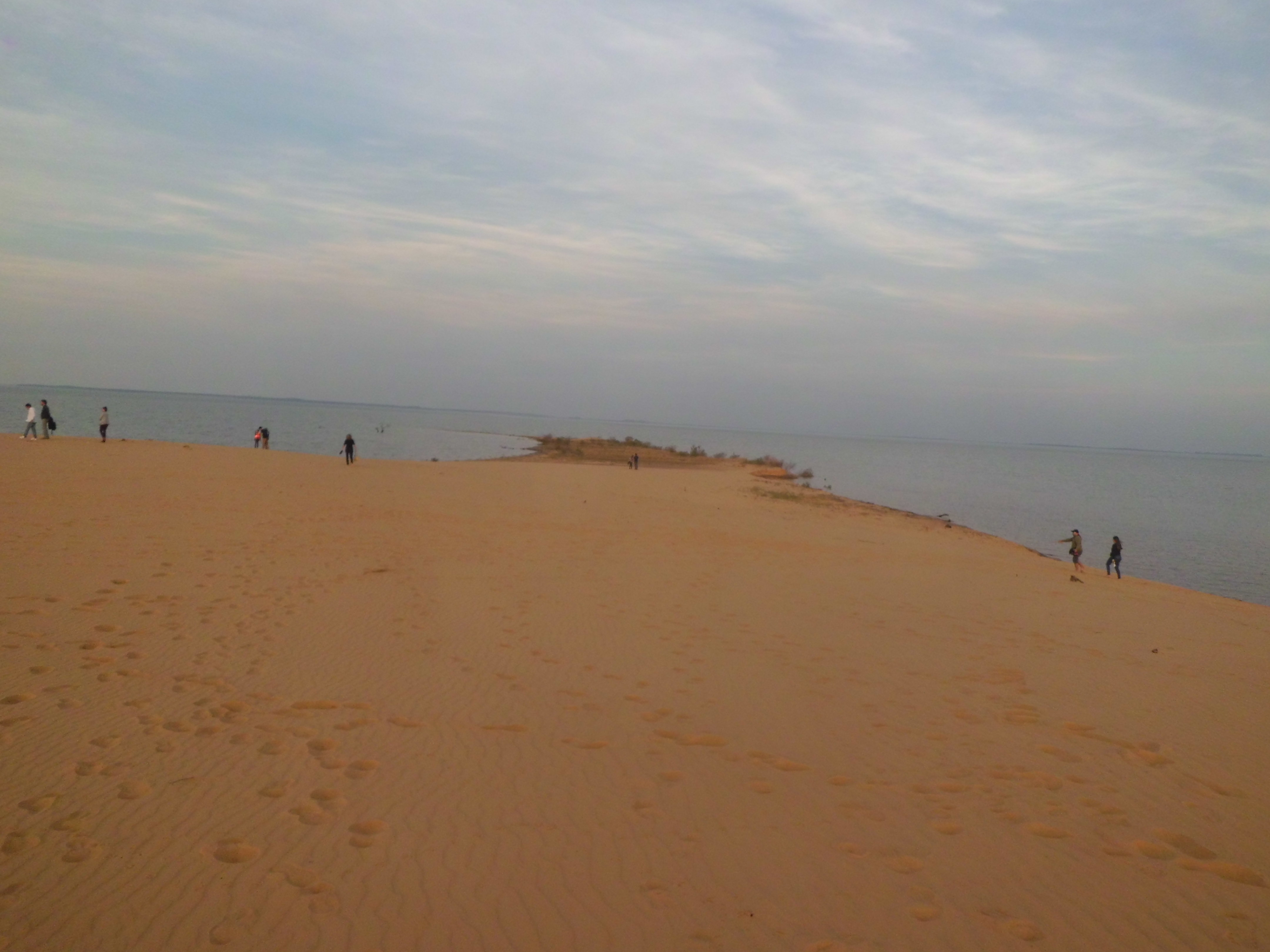
Turistas en las dunas de San Cosme y Damián.

Su principal arteria hidrográfica es el río Paraná y los arroyos Aguapey, Atinguy y Cardozo. Posee un clima subtropical, muy propicia para la agricultura y la ganadería.

## Economía
La agricultura es la principal actividad económica del pueblo juntamente con la ganadería, la pesca y el turismo actualmente es una importante fuente de ingreso. Ya que a partir del año 2010, después de la inauguración del Centro de Interpretación Astronómica y los viajes a las Dunas (Isla Yvy ku`i) la cantidad de Turistas fue en aumento alcanzando hasta 25.000 visitas en el año 2017. Sin embargo, las dunas de San Cosme fueron paulatinamente desapareciendo por la erosión causada por el oleaje de las aguas del río. En 2024, las dunas ya no son visibles ni son destino turístico, lo que redujo la afluencia de turistas, al punto de poner en riesgo los ingresos económicos por el rubro del turismo.

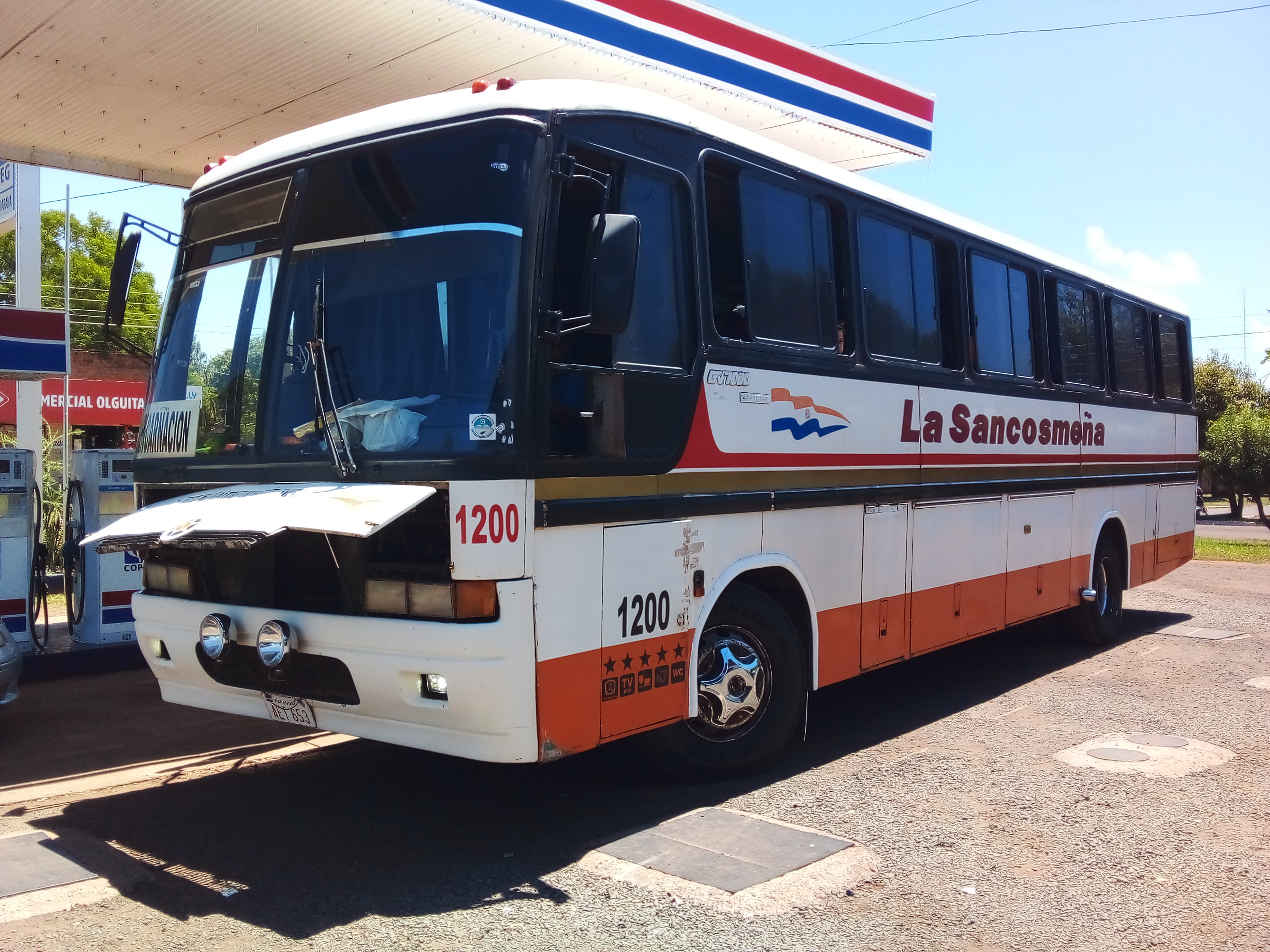
Colectivo de La Sancosmeña, cuyo recorrido une San Cosme y Damián con la capital departamental, Encarnación.

## Infraestructura
San Cosme y Damián está conectada a la Ruta Nº 1 Mariscal Francisco Solano López, por un acceso de 25 km totalmente asfaltada. Además cuenta con empresas de transporte público de pasajeros, que lo une a la ciudad de Encarnación, Ciudad del Este y Asunción.

## Patrimonio cultural

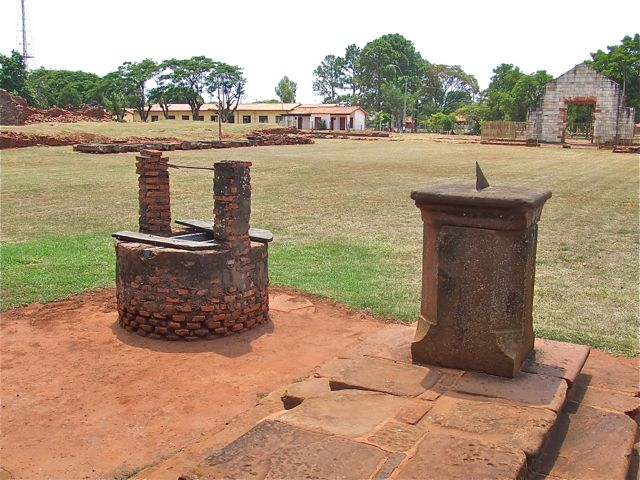
Aljibe y reloj de sol en las reducciones de San Cosme y Damián.

La «Iglesia de la Misión Jesuitica Guaraní» fue seriamente dañada por un incendio en 1899, pero en 1977 fue restaurada gracias a Adveniat y a la Arquidiócesis de Colonia (Alemania). Esta iglesia parroquial parcialmente restaurada fue solemnemente consagrada en marzo de 1978, desde entonces en ella se celebra misa regularmente.
Con el patrocinio de «Missions Prokur» Nurember, que congrega a los jesuitas del sur se han proseguido los trabajos de restauración. El Colegio Jesuítico en su mayor parte es la única construcción que se conserva tal cual, hasta hace pocos años sus aulas eran utilizadas como dependencias oficiales o eclesiásticas. En las paredes y techos pueden observarse los estragos hechos por el tiempo y la humedad.
«San Cosme y San Damián» posee 22 imágenes talladas en madera, con policromía original, además una que fue restaurada por peritos del Departamento de Turismo. Una de las características que identifican estas tallas es la fisonomía de alguna de ellas, como un Cristo que reproduce rasgos indígenas, demostrando la evolución hacia los modelos aborígenes.
También una serie de piezas como dos pilas de agua bautismal esculpida en piedra, los tres sillones, y otros objetos que suman unas 45 en total. Las columnas monolíticas poseen cierto interés, y también queda un reloj de sol, que aun hoy nos asombra su precisión horaria. A pesar de contar con numerosas piezas líticas que están a la espera de una restauración y clasificación adecuada, no posee un «Museo».
En estilo de arte podemos comentar que una de las principales características que distingue a esta parroquia de las demás Misiones Jesuíticas Guaraníes, es la sencillez y sobriedad tanto en la construcción como en las ornamentaciones utilizadas.
Este lugar, juntamente con las Misiones Jesuíticas Guaraníes de Jesús y Trinidad es donde se encuentran los restos arquitectónicos que revisten mayor importancia.
San Cosme y San Damián pertenece hoy a la diócesis de Encarnación y en la actualidad se está implementando el plan de trabajo para recuperar, preservar, consolidar y restaurar esta joya del patrimonio de Paraguay, a través de la Secretaria Nacional de Turismo, el Obispado y el Ministerio de Educación y Culto.